# In the Hand of Dante (film)
In the Hand of Dante is een toekomstige Amerikaans-Italiaanse film, geregisseerd en mede geschreven door Julian Schnabel en gebaseerd op het gelijknamig boek van Nick Tosches uit 2002. De hoofdrollen worden vertolkt door Oscar Isaac, Jason Momoa, Gerard Butler en Gal Gadot.

## Verhaal
De film verweeft twee afzonderlijke verhalen, een dat zich afspeelt in de 14e eeuw in Italië en Sicilië met Dante Alighieri, en een ander dat zich afspeelt in de herfst van 2001 met een fictieve versie van Nick Tosches als hoofdpersoon. De historische en moderne verhalen wisselen elkaar af terwijl Dante probeert zijn magnum opus af te ronden en op reis gaat naar mystieke kennis op Sicilië. Ondertussen wordt Tosches, als een soort Dante-expert, door handelaren op de zwarte markt ingeschakeld om de authenticiteit te bevestigen van een manuscript van De goddelijke komedie dat zogenaamd door Dante zelf is geschreven.

## Rolverdeling
| Acteur               | Personage                      |
| -------------------- | ------------------------------ |
| Oscar Isaac          | Nick Tosches / Dante Alighieri |
| Jason Momoa          |                                |
| Gerard Butler        |                                |
| Gal Gadot            | Giulietta / Gemma              |
| Sabrina Impacciatore |                                |
| Franco Nero          |                                |
| Martin Scorsese      | Dante's mentor                 |
| Fortunato Cerlino    |                                |
| Lorenzo Zurzolo      |                                |
| Louis Cancelmi       | Lefty / Guido II da Polenta    |
| Al Pacino            |                                |
| John Malkovich       |                                |
| Benjamin Clementine  |                                |
| Claudio Santamaria   |                                |
| Guido Caprino        |                                |
| Paolo Bonacelli      |                                |
| Howard Thomas Ray    |                                |
| Duke Nicholson       | barmanager                     |

## Productie
In december 2008 werd aangekondigd dat Johnny Depp's productiebedrijf Infinitum Nihil de rechten had verworven van In the Hand of Dante van Nick Tosches, waarbij Depp de hoofdrol wilde spelen en produceren. In juli 2011 werd aangekondigd dat Julian Schnabel de film zou regisseren. In september 2023 voegde Oscar Isaac zich bij de cast van de film, ter vervanging van Depp. In oktober 2023 voegden Jason Momoa, Gerard Butler en Gal Gadot zich bij de cast, terwijl Martin Scorsese de uitvoerend producent zou worden. In november 2023 werden onder anderen Al Pacino en John Malkovich bij de cast toegevoegd.

### Filmopnames
De belangrijkste filmopnames gingen van start in oktober 2023 in Italië, waarbij het project dankzij een interim-overeenkomst kon doorgaan tijdens de SAG-AFTRA-staking van 2023. Er werd gefilmd in Sicilië, Venetië, Verona en Rome.

## Release
In the Hand of Dante zal op 3 september 2025 in première gaan op het Filmfestival van Venetië buiten competitie.